# Момичето от долината
„Момичето от долината“ (на английски: Valley Girl) е американски мюзикъл/романтична комедия от 2020 г. на режисьора Рейчъл Лий Голдбърг, по сценарий на Ейми Толкингтън, по сюжета на Уейн Крофърд и Андрю Лейн. Римейк е на едноименния филм през 1983 г. и участват Джесика Рот, Джош Уайтхаус, Мей Уитман и Джуди Гриър. Филмът е пуснат самостоятелно чрез видео по поръчка и по различни автомобилни кина на 8 май 2020 г. от United Artists Releasing.